# Landeira
Landeira is een plaats (freguesia) in de Portugese gemeente Vendas Novas en telt 767 inwoners (2001).